# Džezeretnebti
Džezeretnebti je bila egipatska kraljica supruga 3. dinastije, žena faraona Sekemketa, te je moguće da je s njim bila majka Kabe, Sekemketovog nasljednika.